# Шанженете
Шанженете (фр. Champgenéteux) је насељено место у Француској у региону Лоара, у департману Мајен.
По подацима из 2011. године у општини је живело 556 становника, а густина насељености је износила 22,14 становника/km².

## Демографија
| 1962. | 1968. | 1975. | 1982. | 1990. | 2011. |
| ----- | ----- | ----- | ----- | ----- | ----- |
| 768   | 717   | 643   | 613   | 567   | 556   |